# Ley Beckham (España)
Se denomina Ley Beckham al Real Decreto 687/2005 (oficialmente llamado el régimen de impatriados). Este decreto es una modificación del texto refundido de la Ley del Impuesto sobre la Renta, vigente entre 2005 y 2007 e integrada en el decreto 439/2007 aún vigente. Permite a los extranjeros que se muden a España a trabajar el tributar como no residentes durante un cierto número limitado de años. Esto implica pagar impuestos al tipo general fijo del 19.5% tras el decreto 9/2015.
 Teniendo en cuenta que el tipo máximo en España es del 45% (artículo 101), esta ley beneficia primordialmente a las rentas muy altas. El futbolista David Beckham fue uno de los primeros en acogerse a la medida, lo que hizo que la ley se rebautizara popularmente como «Ley Beckham».
A finales de 2022, el régimen fiscal se amplió como parte de la nueva Ley de Startups . Los administradores societarios que trabajan por cuenta propia ahora pueden acogerse a este régimen, al igual que los trabajadores en remoto, los autónomos centrados en prestar servicios a startups o en actividades de formación, investigación, desarrollo e innovación. 